# Aragats, Aragatsotn
Aragats (tiếng Armenia: Արագած; cho đến 1948, Kaznafar và Ghazanfar) là một đô thị thuộc tỉnh Aragatsotn, Armenia. Dân số ước tính năm 2011 là 5867 người.